# پتری ۲۱۴۷۶
سیارک ۲۱۴۷۶ (به انگلیسی: 21476 Petrie، نامگذاری:1998HW101) بیست و یک هزار و چهارصد و هفتاد و ششمین سیارک کشف شده‌است که در ۲۸ آوریل ۱۹۹۸ کشف شد.
قدر مطلق سیارک برابر ۱۶.۲ است.